# John L. Pennefather

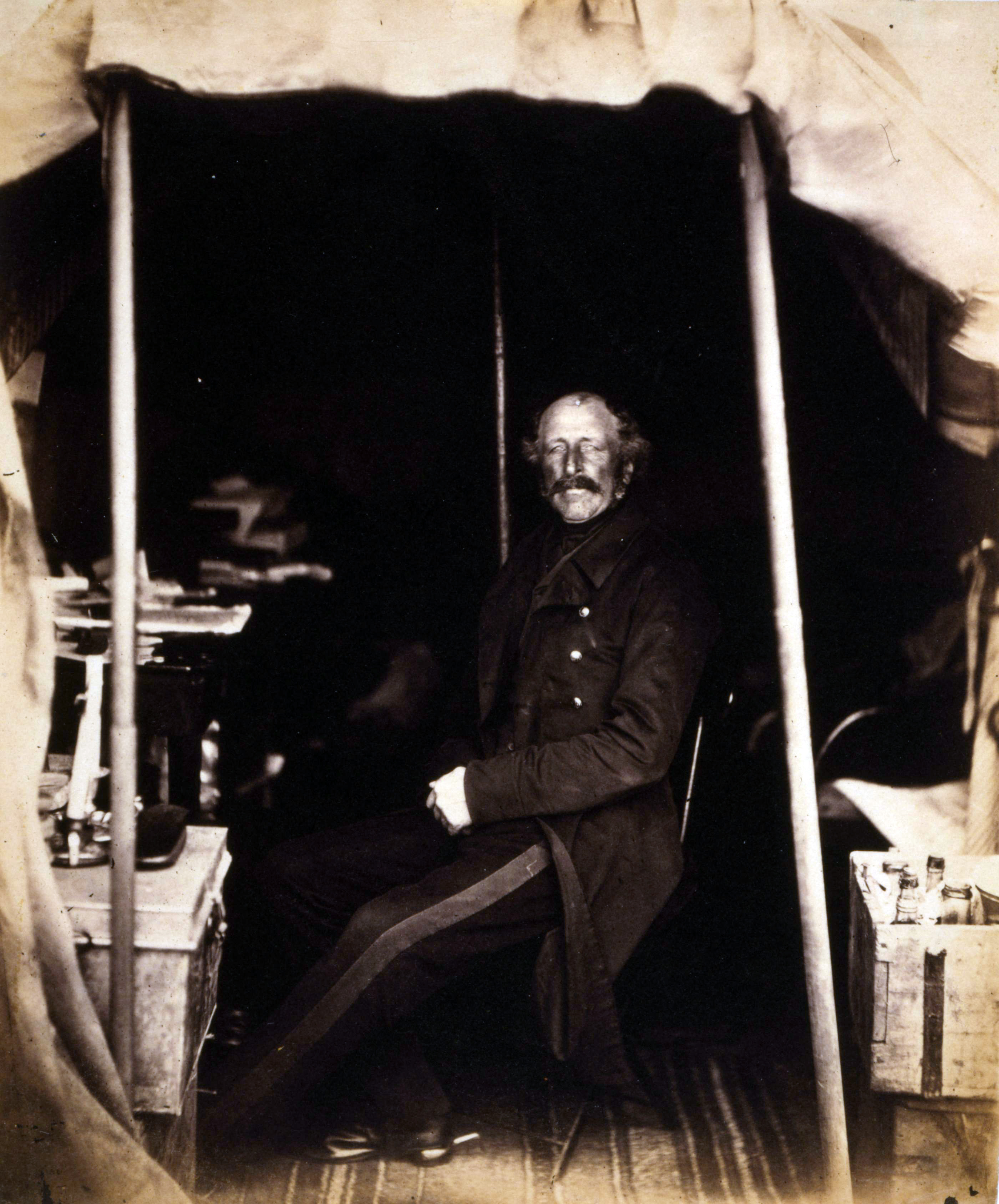
Lt.-Gen. John Pennefather auf der Krim, 1855
(Foto: R. Fenton)

Sir John Lysaght Pennefather GCB (* 1800/9. September 1798; † 9. Mai 1872 in Chelsea (London)) war ein britischer General im Krimkrieg.

## Leben
John Pennefather war der dritte Sohn des irischen anglikanischen Geistlichen Rev. John Pennefather, aus New Park im County Tipperary, und ein Neffe des Richard Pennefather, als Baron of the Exchequer  Richter am irischen Court of Exchequer. Im Januar 1818 trat er durch den üblichen Stellenkauf als Cornet der 7th Dragoon Guards in die Britische Armee ein. Im Februar 1823 wurde er dort zum Lieutenant und im November 1825 zum Captain befördert. Im April 1826 wechselte er zum 22nd (Cheshire) Regiment of Foot, wo er im März 1831 zum Major und im Oktober 1839 zum Lieutenant-Colonel und Regimentskommandeur befördert wurde.
1843 nahm er an General Charles Napiers Feldzug zur Eroberung von Sindh (Britisch-Indien, heute Pakistan) teil, wo er als Befehlshaber der Infanteriebrigade, dem – vornehmlich aus Iren bestehenden – einzigen europäischen Verband der Streitmacht, wesentlich zum entscheidenden Sieg der Briten in der Schlacht von Miani (17. Februar 1843) beitrug. Napier erklärte später, dass der Sieg allein Pennefather zu verdanken sei. In der Schlacht schwer verwundet kehrte Pennefather nach England zurück, wurde im Juli 1843 als Companion des Bathordens ausgezeichnet und erhielt den Dank des Parlaments. Im Jui 1846 wurde er im Brevet-Rang eines Colonel zum Adjutanten von Königin Victoria ernannt, und übte dieses Amt bis Juni 1854 aus. 1848 gab er seinen Kommandeursposten beim 22nd Regiment of Foot auf. Von 1849 bis 1854 war er Assistant Quartermaster-General (A.Q.G.) im Distrikt Cork in Irland.
Nach Ausbruch des Krieges mit Russland, wurde er im März 1854 im lokalen Rang eines Brigadier-General Teil des britischen Generalstabs im osmanischen Reich und im Juni 1854 zum Major-General befördert erhielt er das Kommando über die 1. Brigade in Sir De Lacy Evans’ 2. Division. Er führte die aus dem 30th, 55th und 95th Regiment of Foot zusammengesetzte Brigade bei der Belagerung von Sewastopol, in der Schlacht an der Alma, wofür er vom Oberbefehlshaber Lord Raglan im Kriegsbericht sehr gelobt wurde, und zeichnete sich bei der Abwehr eines russischen Angriffs auf die Stellungen der 2. Division am 26. Oktober 1854 ebenfalls aus. In der Schlacht von Inkerman am 5. November 1854 übernahm er anstelle des schwer erkrankten Generals Evans die Führung der 2. Division, mit der er die zehnfach überlegenen russischen Truppen zurückschlagen konnte. Wiederum lobte Lord Raglan in seinem Bericht an den Kriegsminister Pennefathers „bewundernswertes Verhalten“ in der Schlacht, in der sein Pferd unter ihm weggeschossen worden war. Als Evans im November 1854 krankheitsbedingt nach Großbritannien zurückgekehrte, erhielt Pennefather dauerhaft das Kommando über die 2. Division und im Januar 1855 den lokalen Rang eines Lieutenant-General.
Im Folgejahr kehrte er selbst gesundheitsbedingt nach Großbritannien zurück, wo er am 5. Juli 1855 als Knight Commander des Bathordens (KCB) geadelt wurde. Im September 1856 erhielt er im lokalen Rang eines Lieutenant-General den Oberbefehl über die britischen Truppen auf Malta und war von 1860 bis 1865 Kommandant der Garnison Aldershot in Hampshire, seit dem 12. November 1860 im vollen Rang eines Lieutenant-General. Am 13. Mai 1867 zum Knight Grand Cross des Bathordens (GCB) erhoben und am 9. Mai 1868 zum General befördert.
Am 27. August 1870 Gouverneur des Invalidenhospitals Chelsea (Royal Hospital Chelsea), wo er am 9. Mai 1872 starb. Er wurde auf dem Friedhof Brompton in London beigesetzt, wo sein Grab noch heute besteht.
Neben seinen britischen Auszeichnungen war Pennefather auch Kommandeur des sardinischen Orden der Heiligen Mauritius und Lazarus, Großoffizier der französischen Ehrenlegion und Inhaber des osmanischen Mecidiye-Orden zweiter Klasse. Er amtierte außerdem als Colonel of the Regiment des 46th (South Devonshire) Regiment of Foot von 1854 bis 1860 und des 22nd (Cheshire) Regiment of Foot von 1860 bis zu seinem Tod.
Seine 1834 geschlossene Ehe mit Margaret Carr († nach 1872), Tochter des John Carr, Gutsherr von Mountrath im Queen’s County, blieb kinderlos.